# ماچی مورافسکی
ماچی مورافسکی (انگلیسی: Maciej Murawski؛ زادهٔ ۲۰ فوریهٔ ۱۹۷۴) یک بازیکن فوتبال و ورزشکار اهل لهستان است.

## تیم ملی
وی همچنین در تیم ملی فوتبال لهستان بازی کرده‌است.